# Nämforsen
Nämforsen är en plats i Näsåker i Sollefteå kommun i Ångermanland, känd för sina hällristningar och den årliga musikfestivalen Urkult.

## Hällristningarna
Hällristningsområdet är ett av norra Europas största, på öarna i forsen finns minst 2500 figurer inhuggna i klipporna. Vanligast är älg, men lax, fågel, hund, människor, skepp, solhjul, fotsulor och skålgropar förekommer också. Motiven bekräftar att ett fångst- och jägarfolk levt här. På södra älvstranden har arkeologerna hittat en av Norrlands fyndrikaste boplatser, med fynd som pilspetsar, knivar av järn och skrapor av skiffer och kvarts. Hällristningarna är daterade till yngre stenålder och äldre bronsålder. Fynden visar att boplatsen använts under en lång tid, från stenålder till järnålder.

## Kraftverk
Nämforsen är även ett av Vattenfall AB helägt vattenkraftverk i Ångermanälven. Det stod färdigt 1947. Det är känt internationellt som det "kultiverade kraftverket". Under exploateringen räddades den unika hällristningsmiljön från kraftig förstörelse av dåvarande riksantikvarie Sigurd Curman. Under sommarmånaderna spills 125 kubikmeter vatten per sekund förbi turbinerna dagtid; det så kallade "turistvattnet", för att ge turister en chans att få uppleva hur forsen såg ut före exploateringen. 2006 provade Vattenfall om det fanns acceptans hos de lokalt boende och myndigheter för en minskning av spillet till förmån för en större elproduktion. Förslaget väckte stora protester och även länsstyrelsen i Västernorrlands län ansåg att detta skulle påverka kulturmiljön runt hällristningsområdet negativt. Vattenfall AB har inte gått vidare med förslaget. Kraftverket har en effekt på 113 MW och har 3 aggregat med Kaplanturbiner. Fallhöjden är 22 meter.

## Bildgalleri

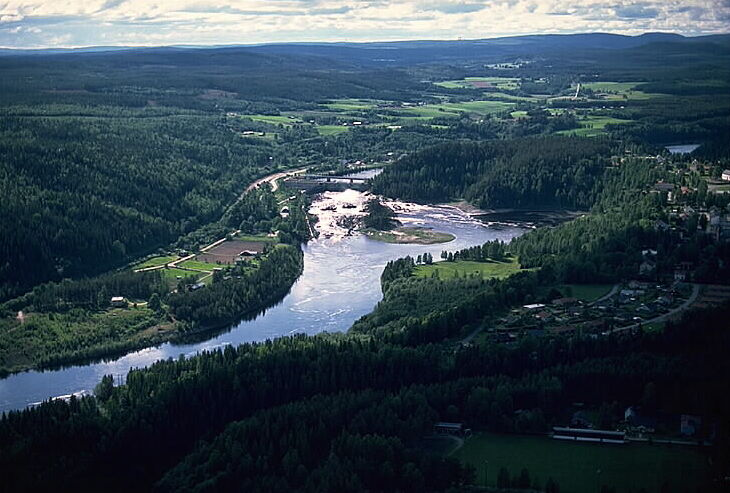
Nämforsen, 1988.
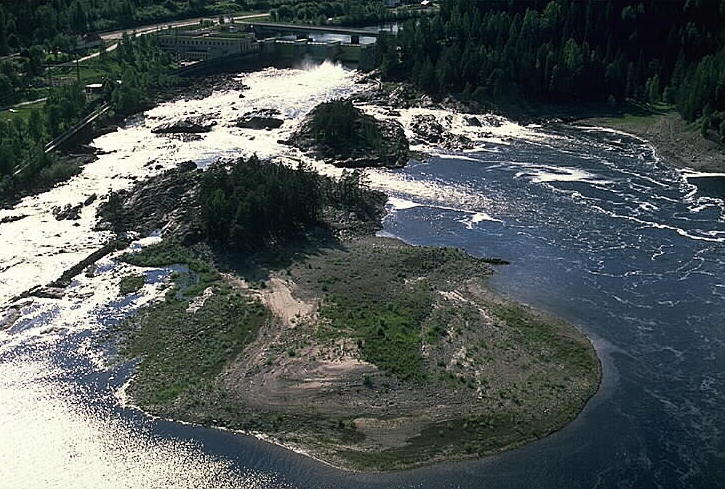
Nämforsen, 1988.
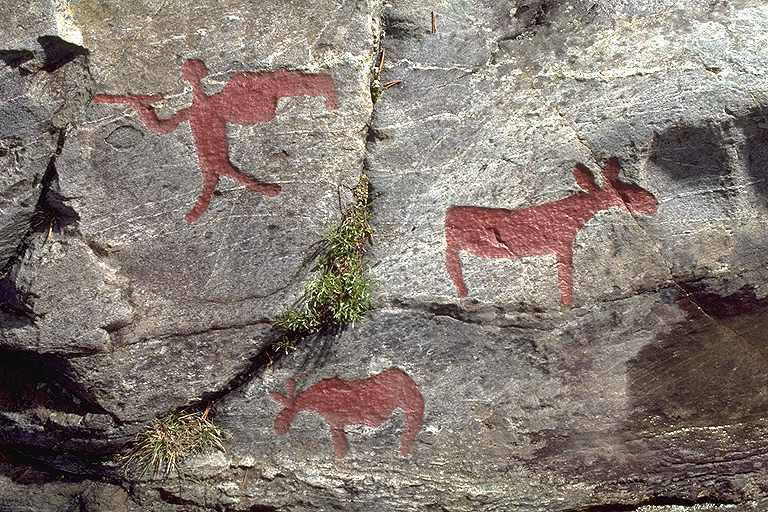
Laxön, Nämforsen, hällristningsområde.
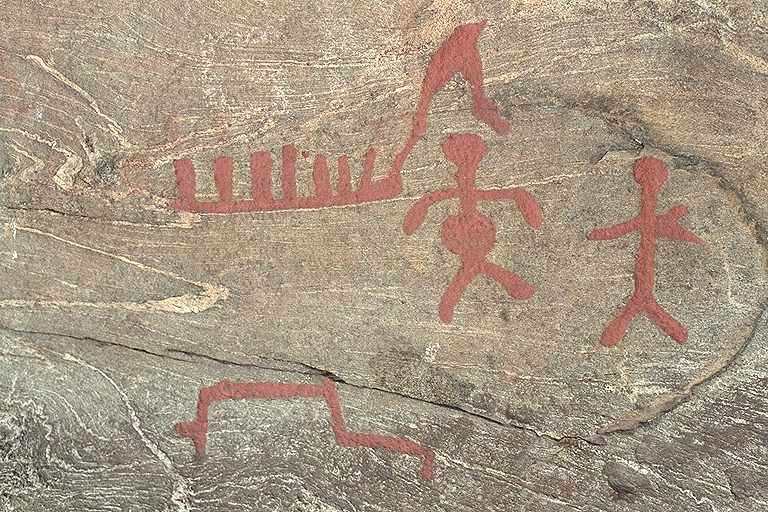
Laxön, Nämforsen, hällristningsområde.
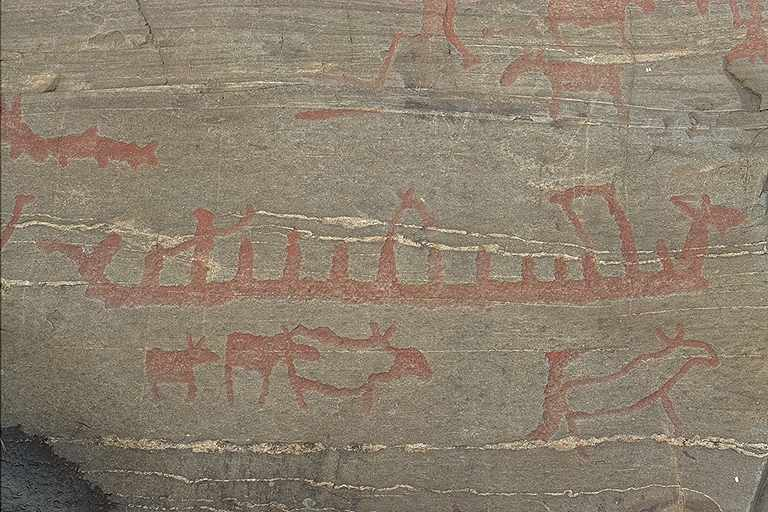
Lillforshällen, djurfigurer samt skepps- och fiskfigurer.Nämforsen, hällristningsområde.
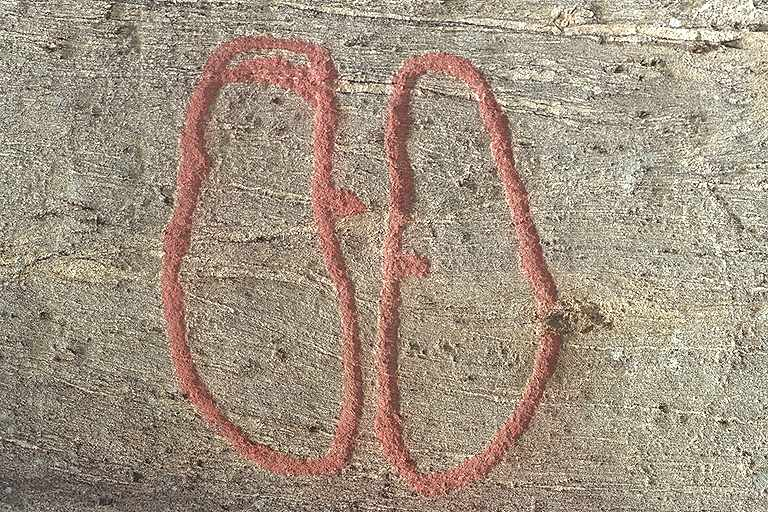
Brådön, fotsulor. Nämforsen, hällristningsområde
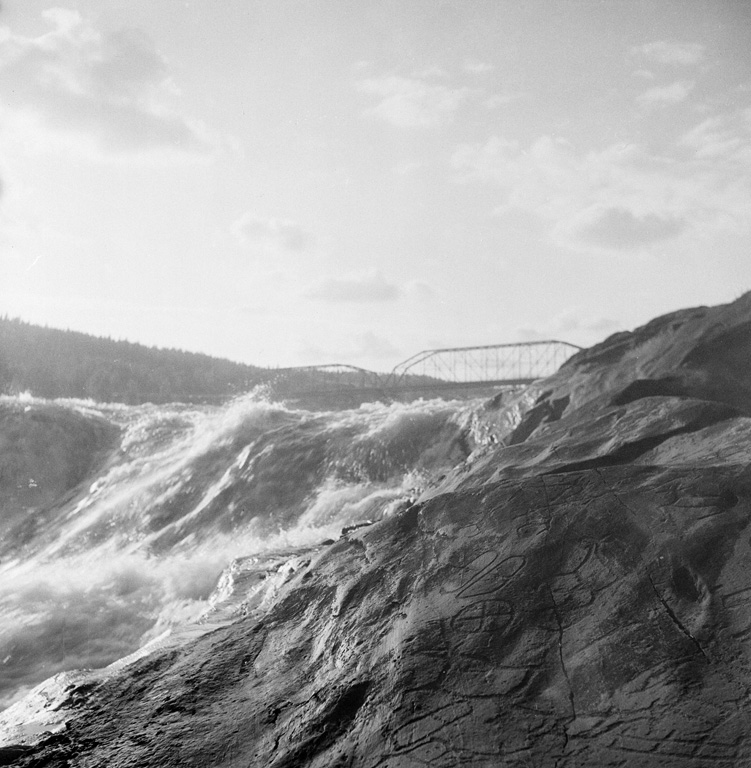
Brådöhällan på Brådön med en av de största sammanhängande ristningarna inom hällristningsområdet i Nämforsen.
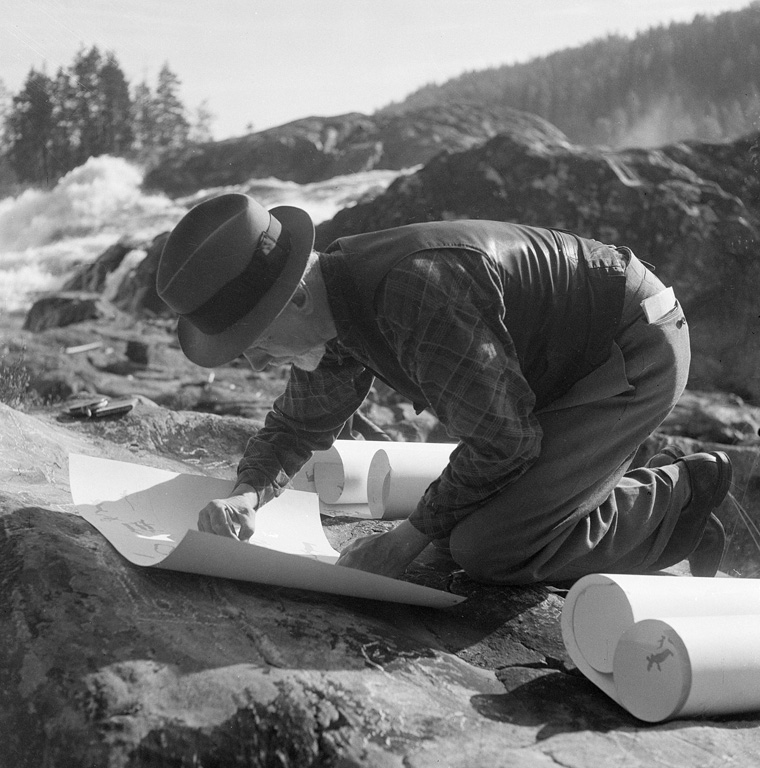
Gustaf Hallström kontrollerar tidigare avritningar av hällristningarna i Nämforsen, 1944.
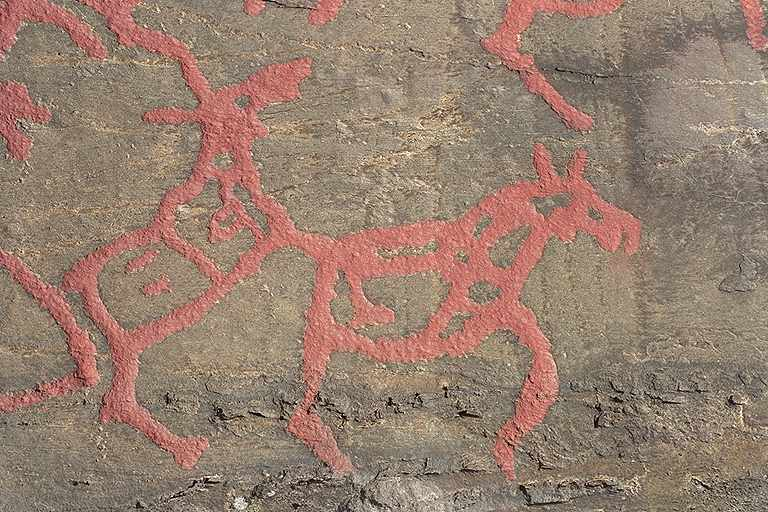
Brådön, älgar. Nämforsen hällristningsområde.